# Fontaine des Prêcheurs
La fontaine des Prêcheurs est une fontaine située à Aix-en-Provence.

## Histoire
Le monument fait l'objet d'un classement au titre des monuments historiques depuis 1905.